# Josefovské louky
Ptačí park Josefovské louky, dříve též Ornitologický park Josefovské louky, je soukromá nevládní rezervace, zaměřená na ochranu ptáků na loukách v nivě Metuje u Josefova v okrese Náchod.

## Geografie
Ptačí park leží v západní části Metujské nivy mezi Novou Metují, Starou Metují a Jasennou v nadmořské výšce 249 až 251 metrů severovýchodně od Josefova, jihovýchodně od Brdců a severozápadně od Starého Plesu. Území je součástí geomorfologického podcelku Úpsko-metujská tabule, okrsku Novoměstská tabule, podokrsku Nahořanská kotlina. Při jižním okraji se rozprostírá přírodní památka Stará Metuje.

## Založení
Autorem myšlenky založení parku v lokalitě Josefovských luk je amatérský ornitolog Miloslav Hromádko. Již v létě 1995 publikoval s Věrou Hromádkovou v časopise Ptačí svět článek Význam uměle zaplavovaných luk pro vodní ptactvo, ve kterém lokalitu Josefovský luk představili. V roce 2006 navrhl spolu s Jiřím Kultem Josefovské louky jako vhodné místo pro založení ornitologického parku České společnosti ornitologické, která projekt zaštítila.
Po vnitroorganizační diskuzi bylo rozhodnuto, že managementová opatření budou zaměřena především na požadavky stanovených cílových druhů, kterými jsou: bekasina otavní (ve znaku parku), čejka chocholatá, čírka obecná, chřástal kropenatý, kulík říční a vodouš rudonohý.
V roce 2008 začala s výkupem pozemků, na který získává peníze z darů a dotací. Na začátku roku 2018 bylo vykoupeno 42 ha. V roce 2020 bezplatně převedlo město Jaroměř na Českou společnost ornitologickou téměř 4 ha dalších pozemků. Další pozemky v roce 2022 daroval Petr Potoček či firma BEAS.
V roce 2008 došlo k obnově soustavy zavlažovacích a odvodňovacích kanálů s hradítky a stavidly díky finanční podpoře z Operačního programu Životního prostředí (OPŽP) a německé spolkové nadace pro životní prostředí – Deutsche Bundesstiftung Umwelt (DBU). V roce 2012 získala Česká společnost ornitologická nový manipulační řád a povolení k nakládání s vodami, přičemž od roku 2014 provádí umělé zavlažování území parku.

## Rozvoj a zastoupení živočichů
Na území bylo zaznamenáno 193 druhů ptáků (stav k polovině května 2023; 186 druhů ptáků k listopadu 2020), např. lžičák pestrý, jespák bojovný, vodouš tmavý, bekasina otavní, čírka modrá, zahnízdil tu ledňáček říční a vodouš rudonohý. Žije tu přes 200 druhů brouků, ohrožené vážky a další hmyz (např. modrásek bahenní), jakož i četní obojživelníci včetně čolků, ropuchy zelené a kuňky ohnivé.
Na jaře 2015 zde vznikla první ornitologická pozorovatelna; financoval ji Královéhradecký kraj. Po obvodu parku byla vybudována naučná stezka.
V srpnu 2017 byla zahájena stavba Slavíkovského ptačníku – soustavy čtyř tůní a dvou prohlubní s ostrůvkem a poloostrovem.
V lednu 2018 byli do části rezervace vypuštěni divocí koně, díky nimž v rezervaci vyvedli mláďata zmínění vodouši rudonozí. Na začátku října 2020 ke koním v rezervaci přibyly i dvě jalovičky pratura z vojenského prostoru Milovice.
V roce 2020 byly na Josefovských loukách poprvé zaznamenány vzácné druhy ptáků: husice rezavá, kulík písečný, jespák šedý, labuť zpěvná a hýl rudý.
V letech 2021 až 2022 byly vyhloubeny tůně Centrálního ptačníku, tůň na pozemkové trati Chrastecká a tůně na Ovčárně ve východní části parku.
V roce 2023 zde poprvé vyhnízdili jeřábi popelaví.

## Ocenění
V roce 2019 bylo vytvoření ptačího parku oceněno udělením ceny sympatie Adapterra Awards, kterou vyhlásila Nadace Partnerství.

## Galerie

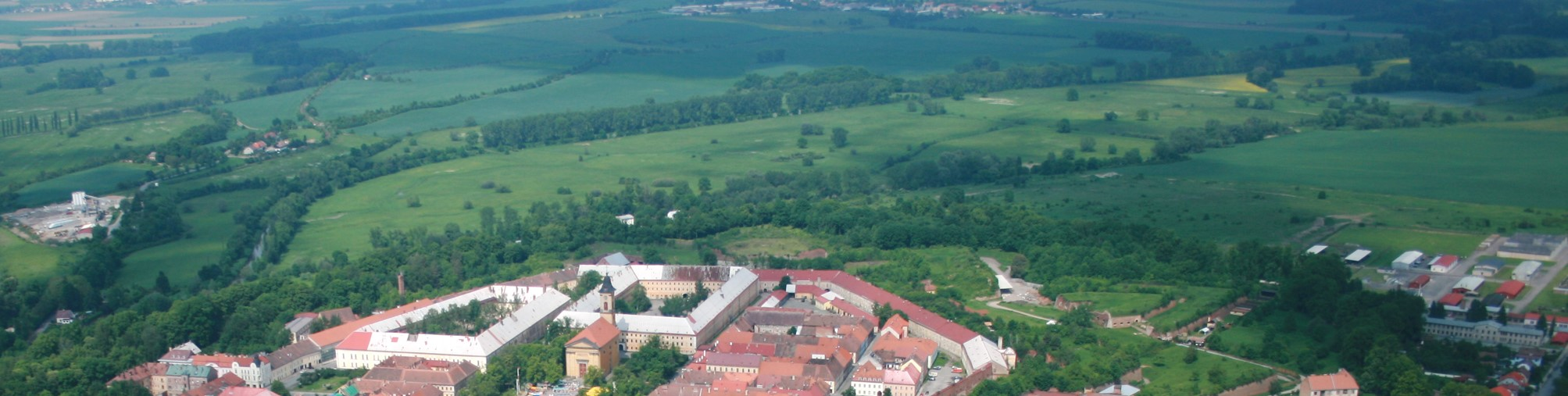
Letecký pohled na ptačí park (květen 2010)
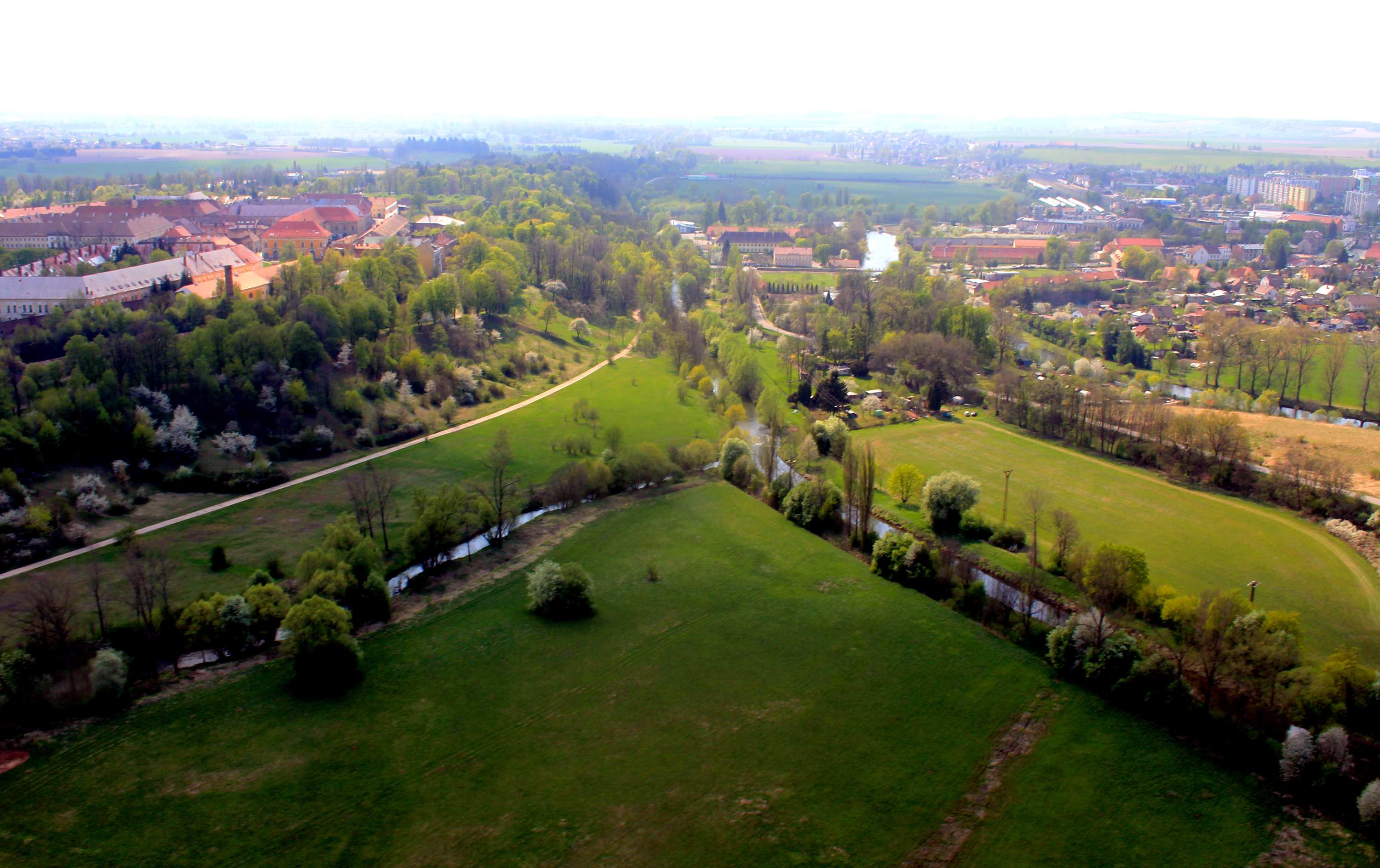
Část Josefovských luk – trojúhelník země mezi Starou Metují a řekou Metují
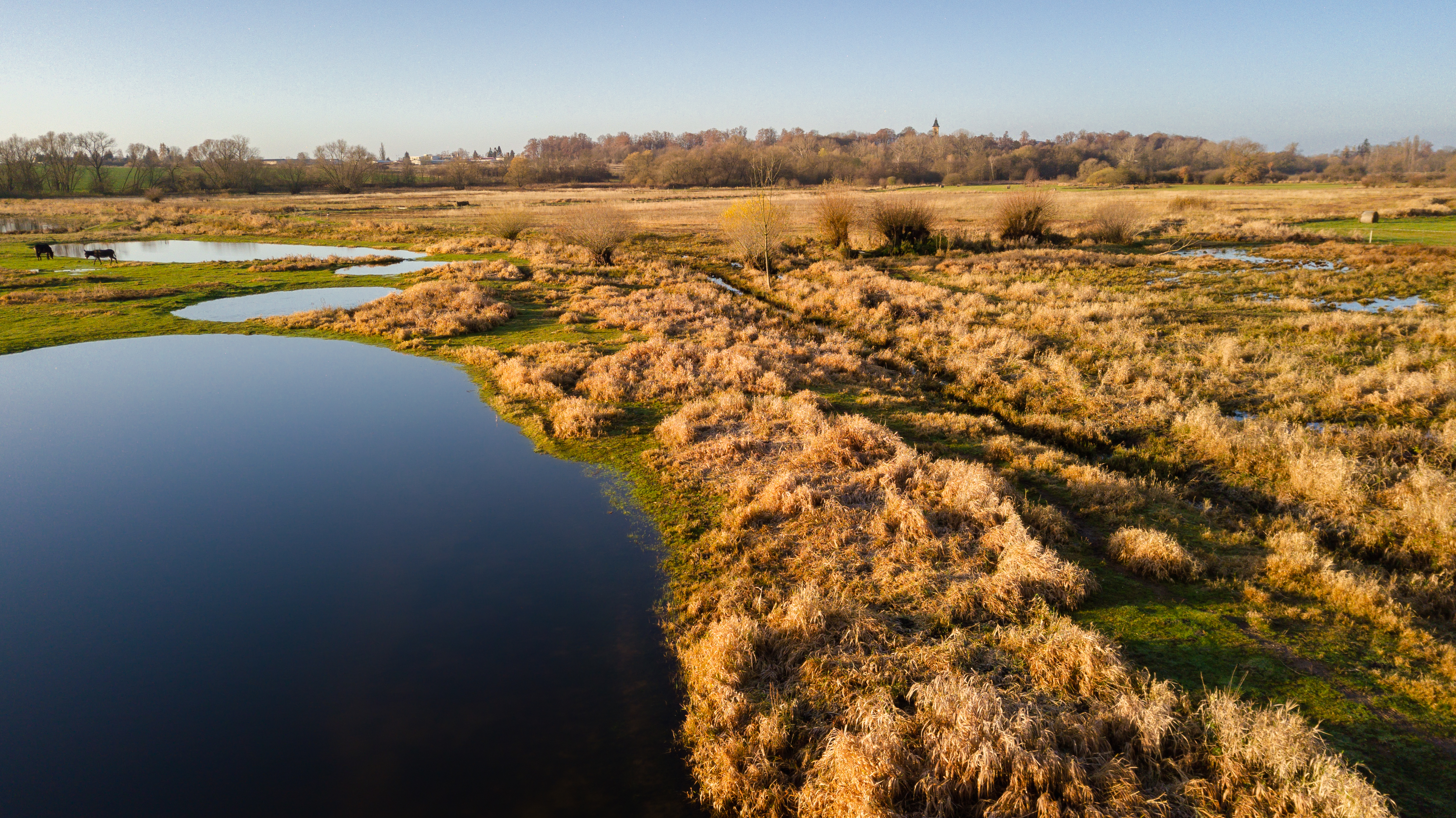
Ptačí park Josefovské louky na podzim roku 2020
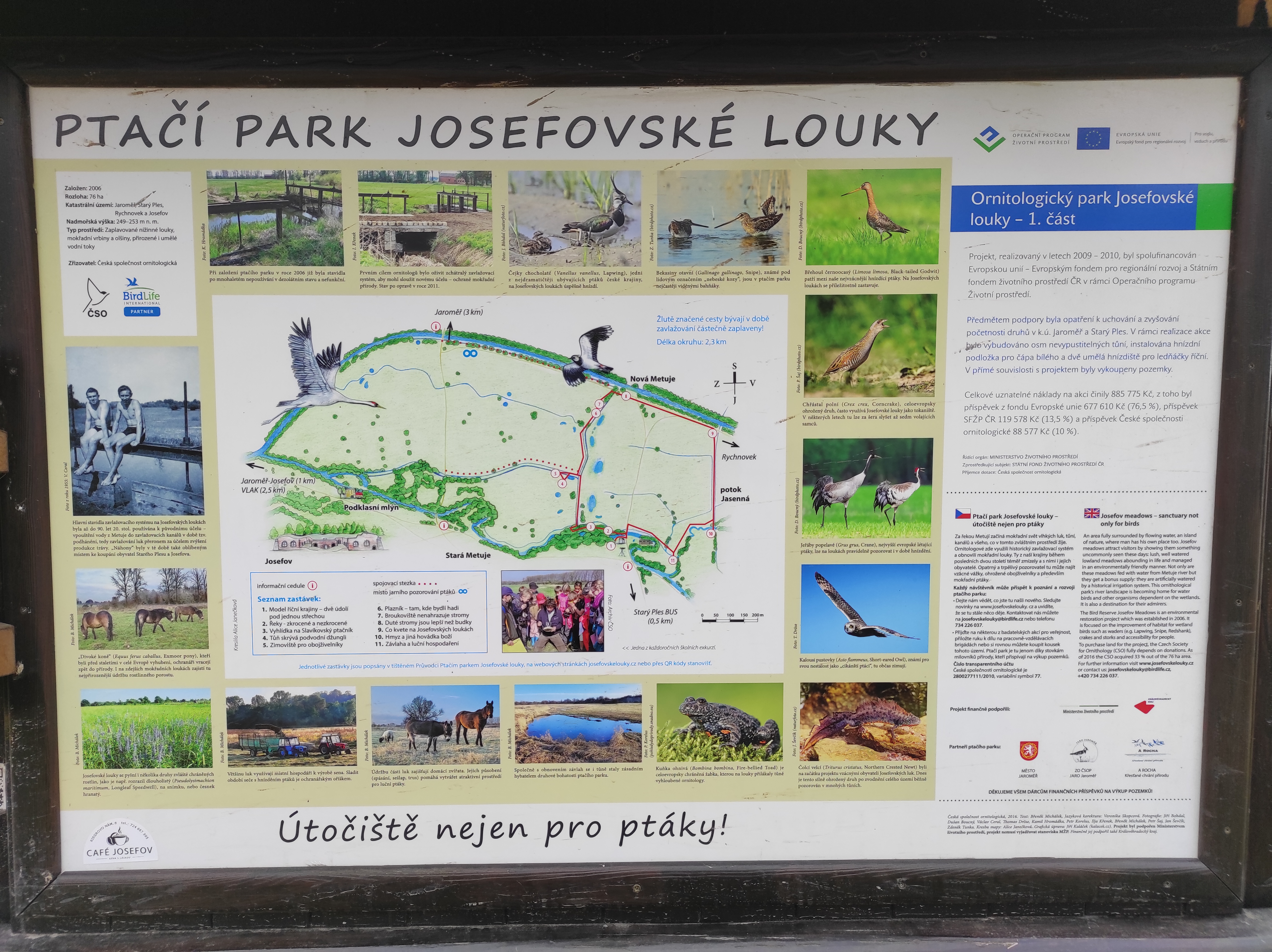
Informační tabule u vstupu
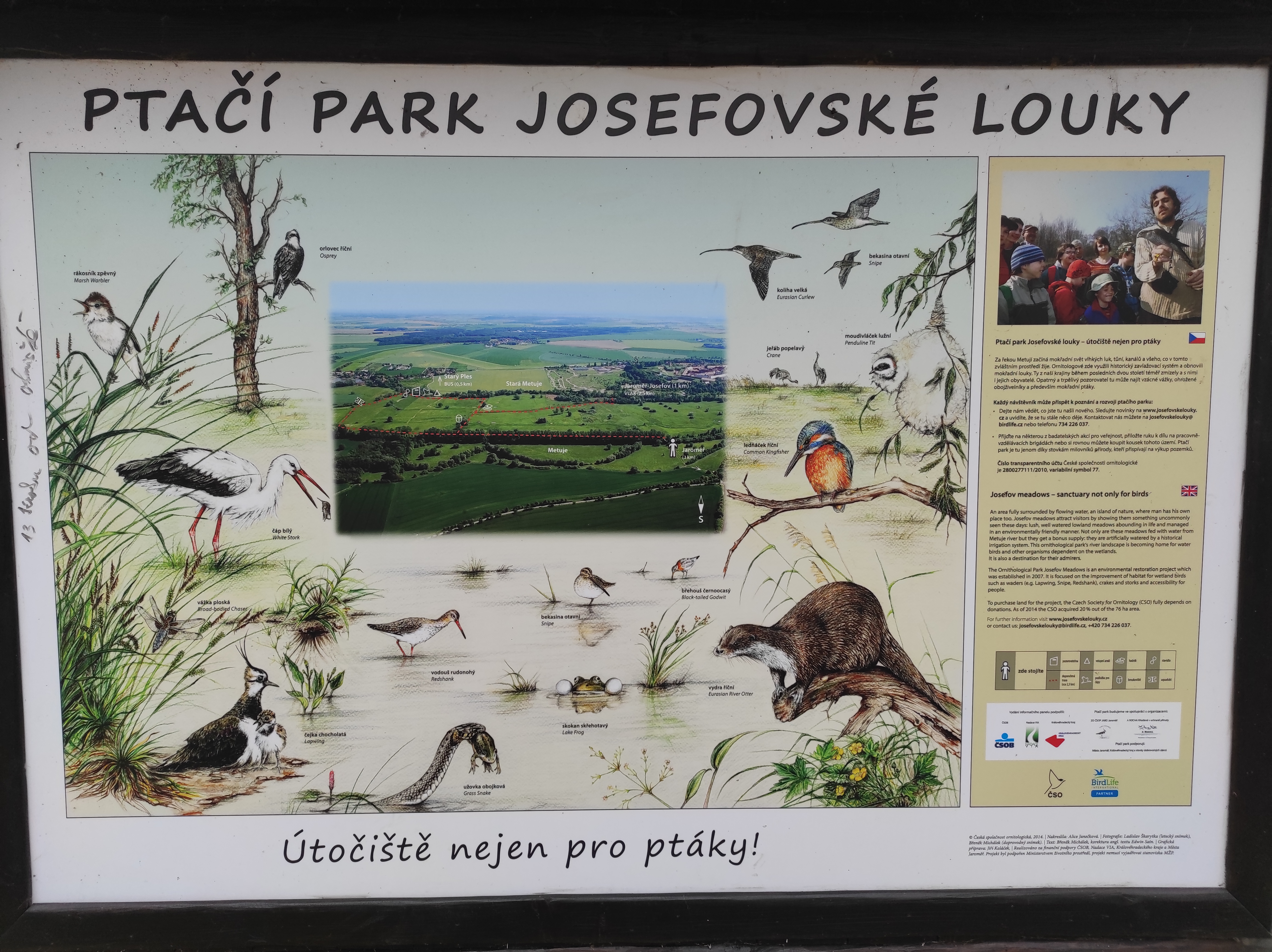
Informační tabule u Černého mostu
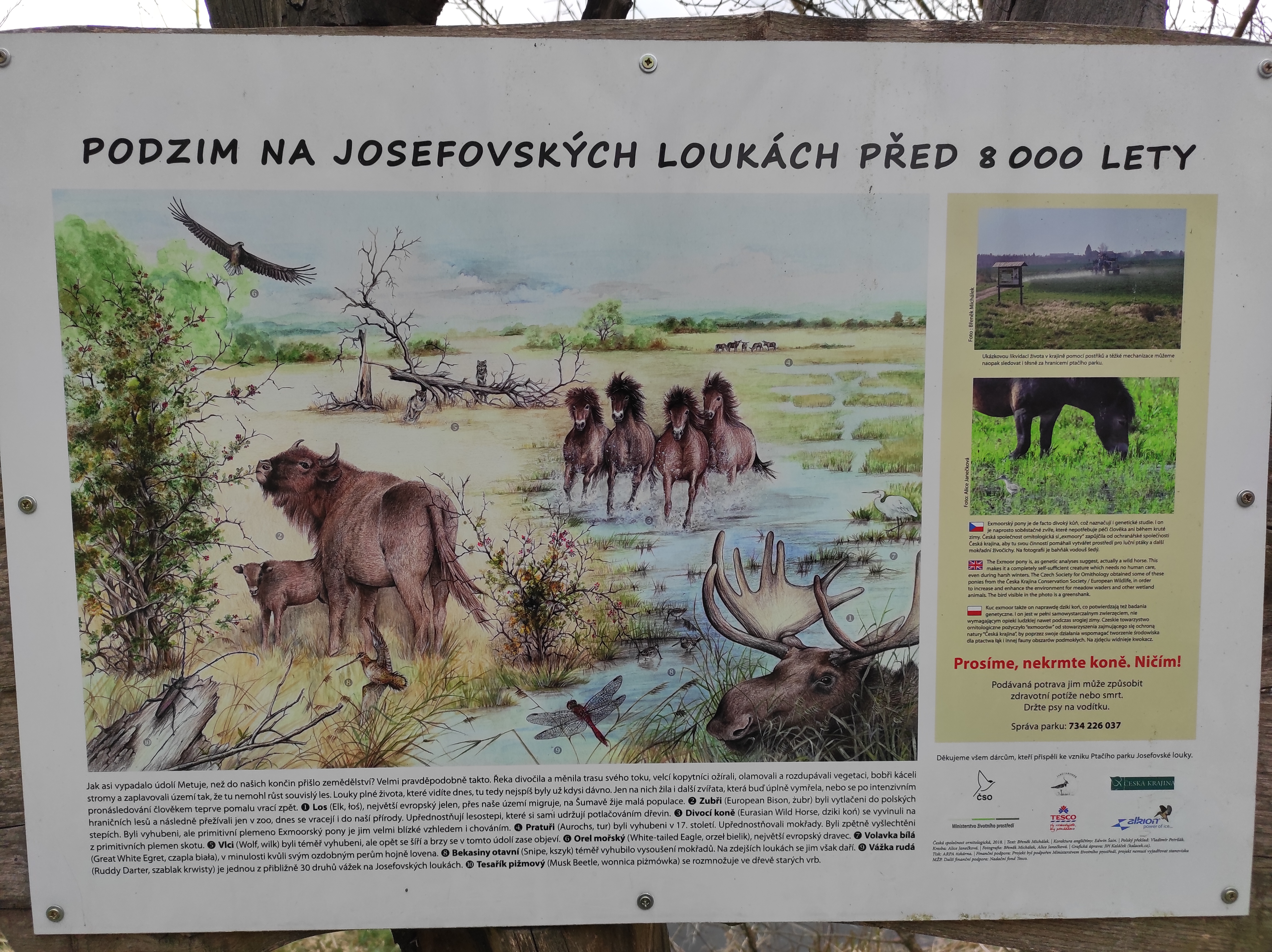
Informační tabule Podzim na Josefovských loukách před 8000 lety u Černého mostu
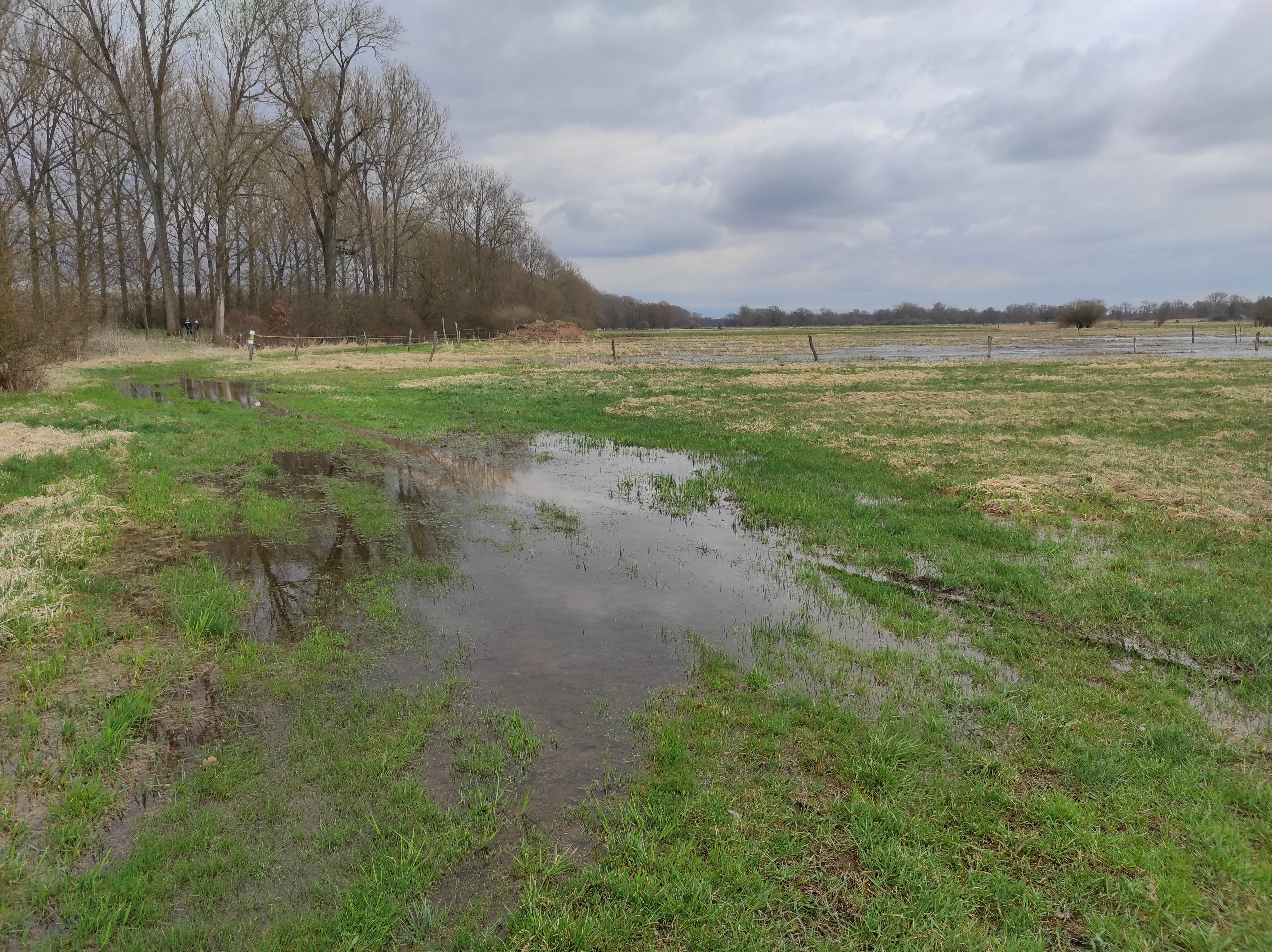
Mokřina a stromořadí u Nové Metuje
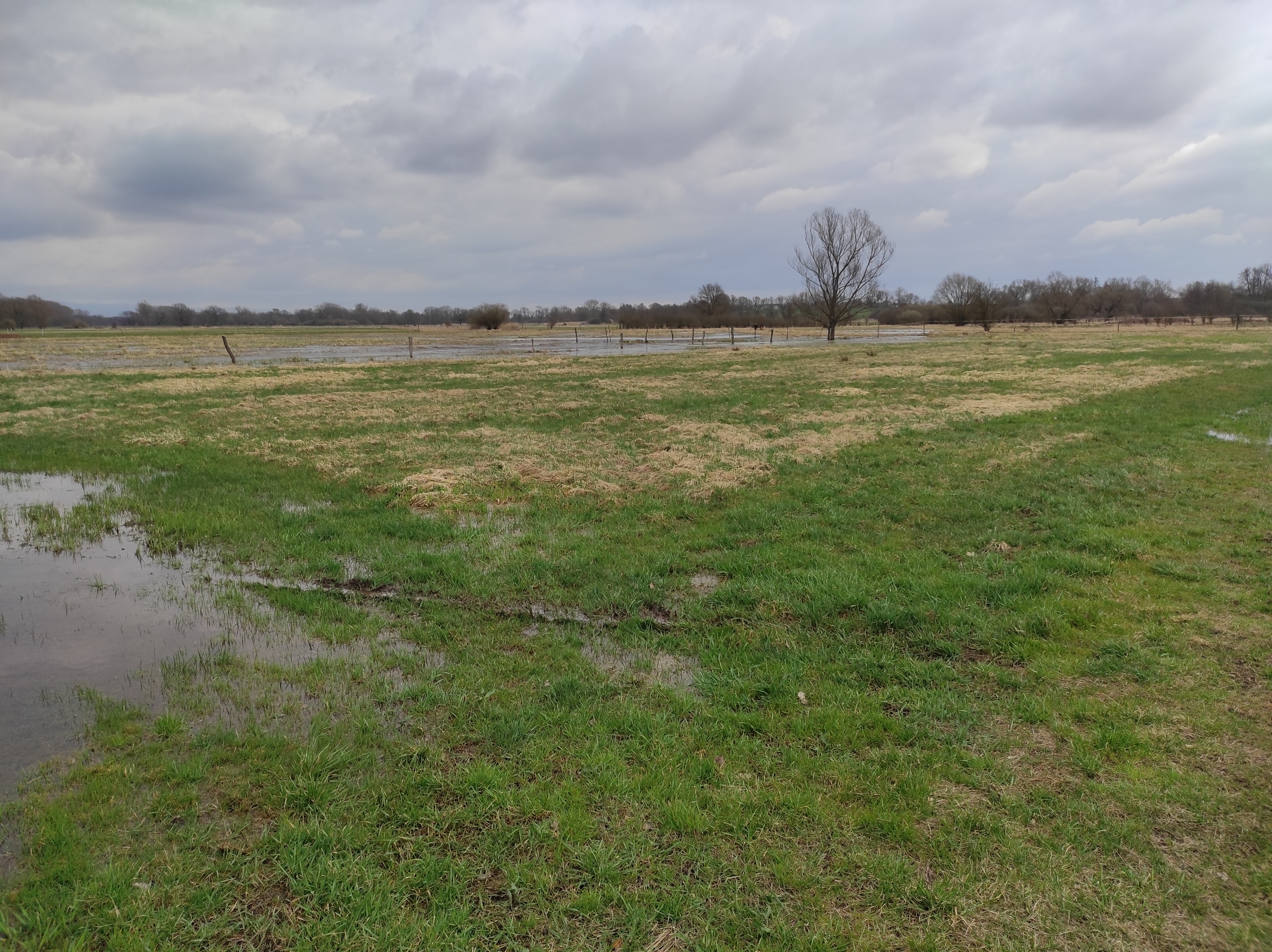
Mokřady na Josefovských loukách
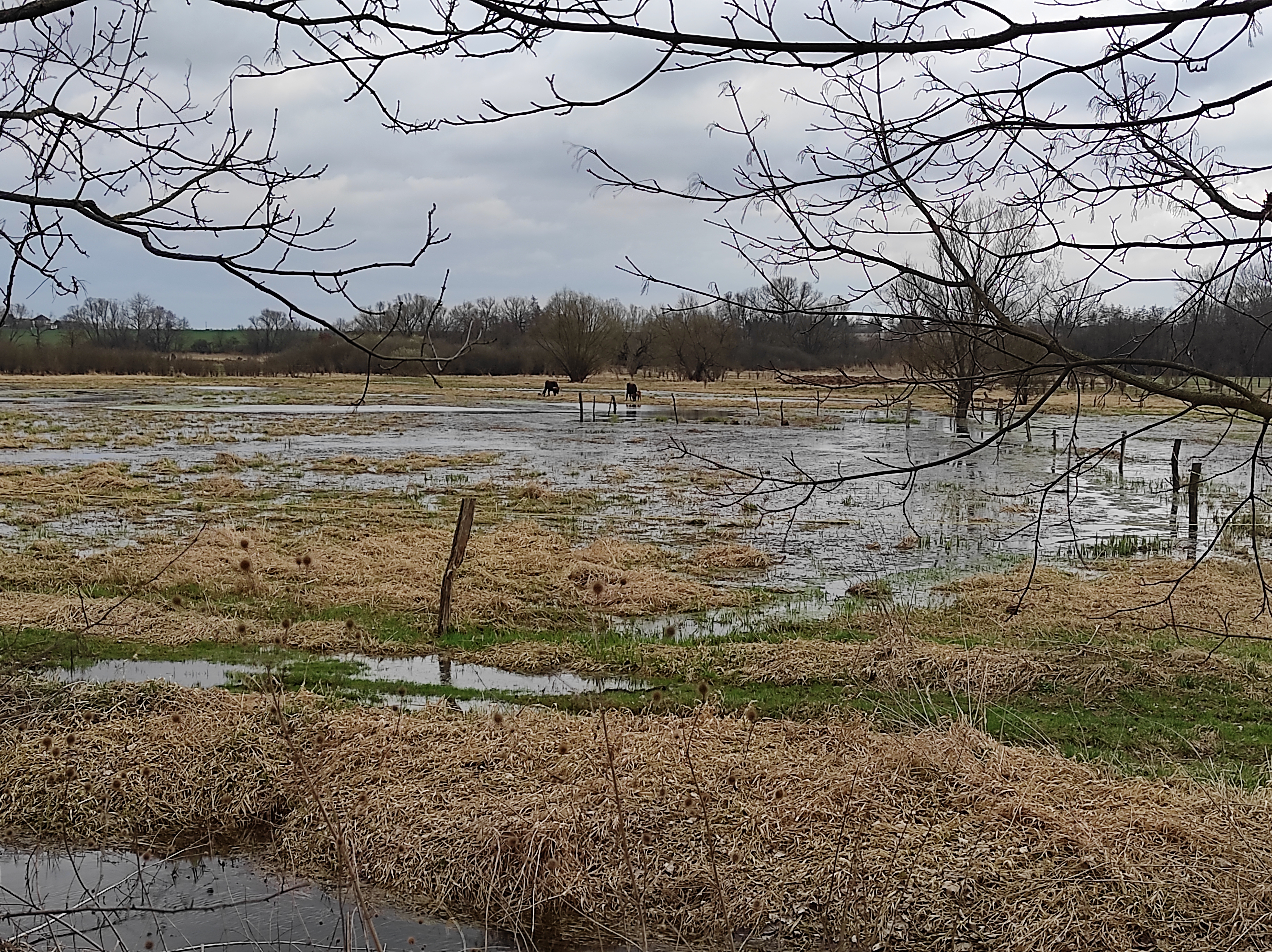
Pratuři na Josefovských loukách
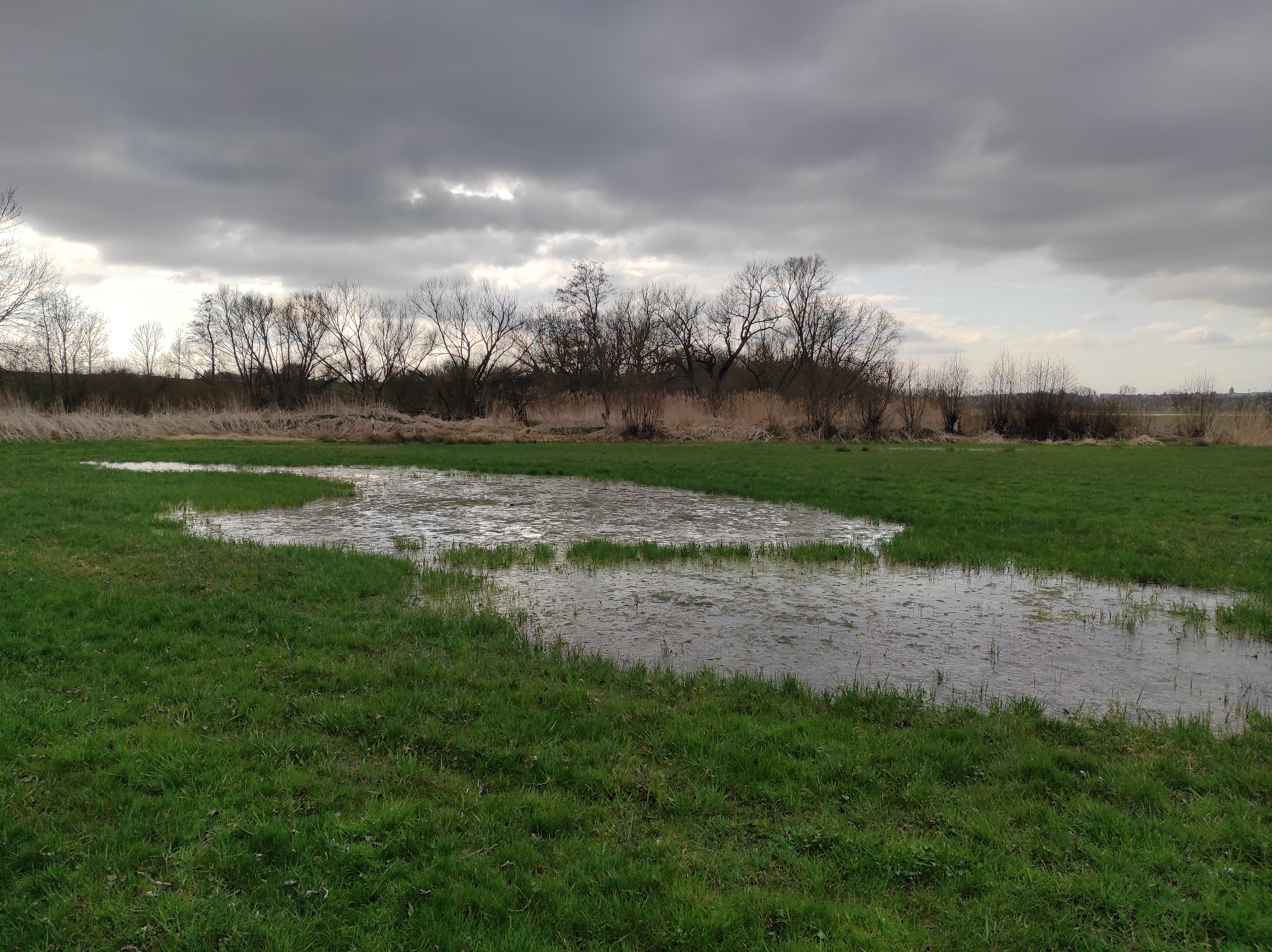
Mokřady na Josefovských loukách
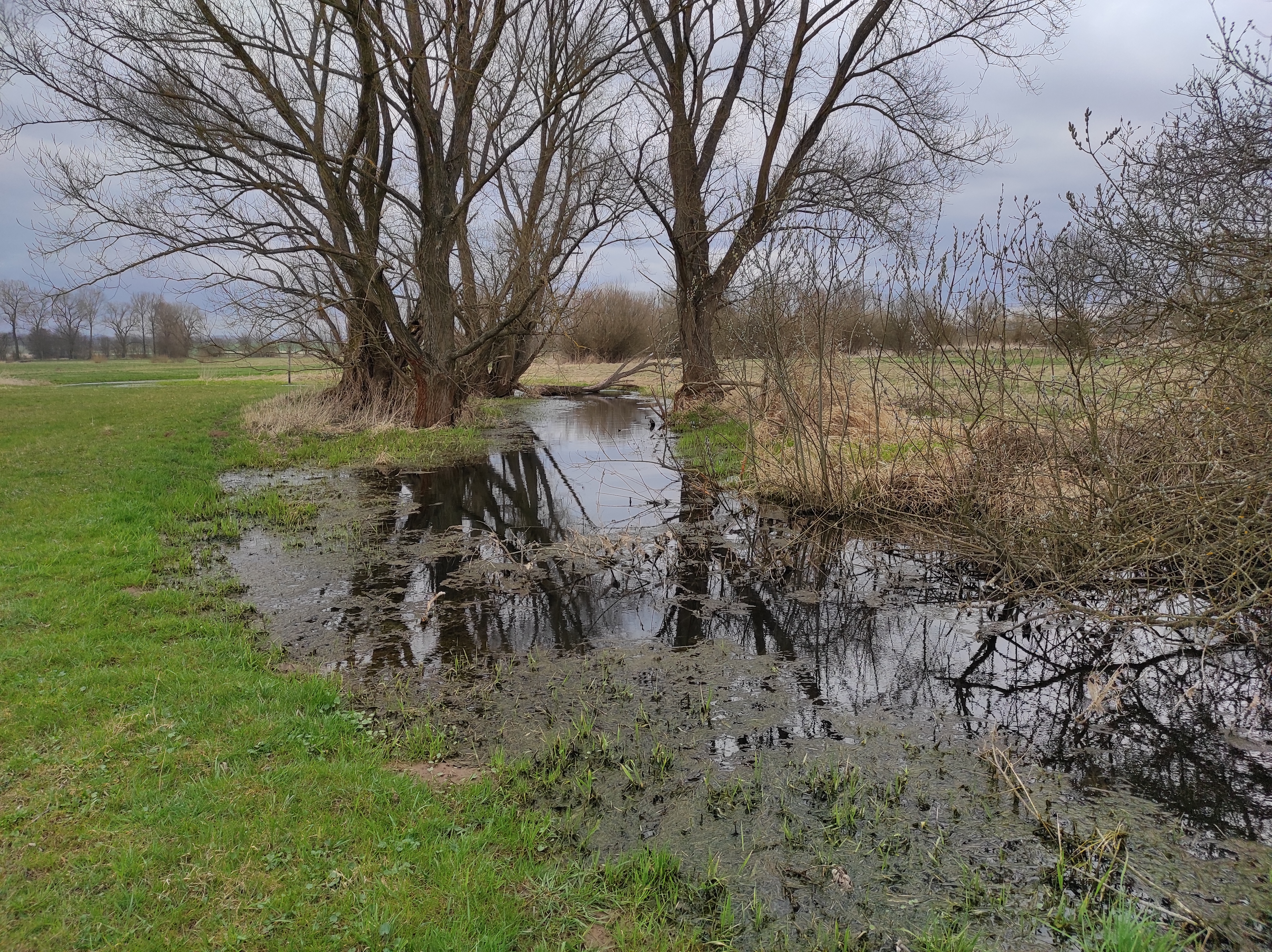
Mokřady na Josefovských loukách
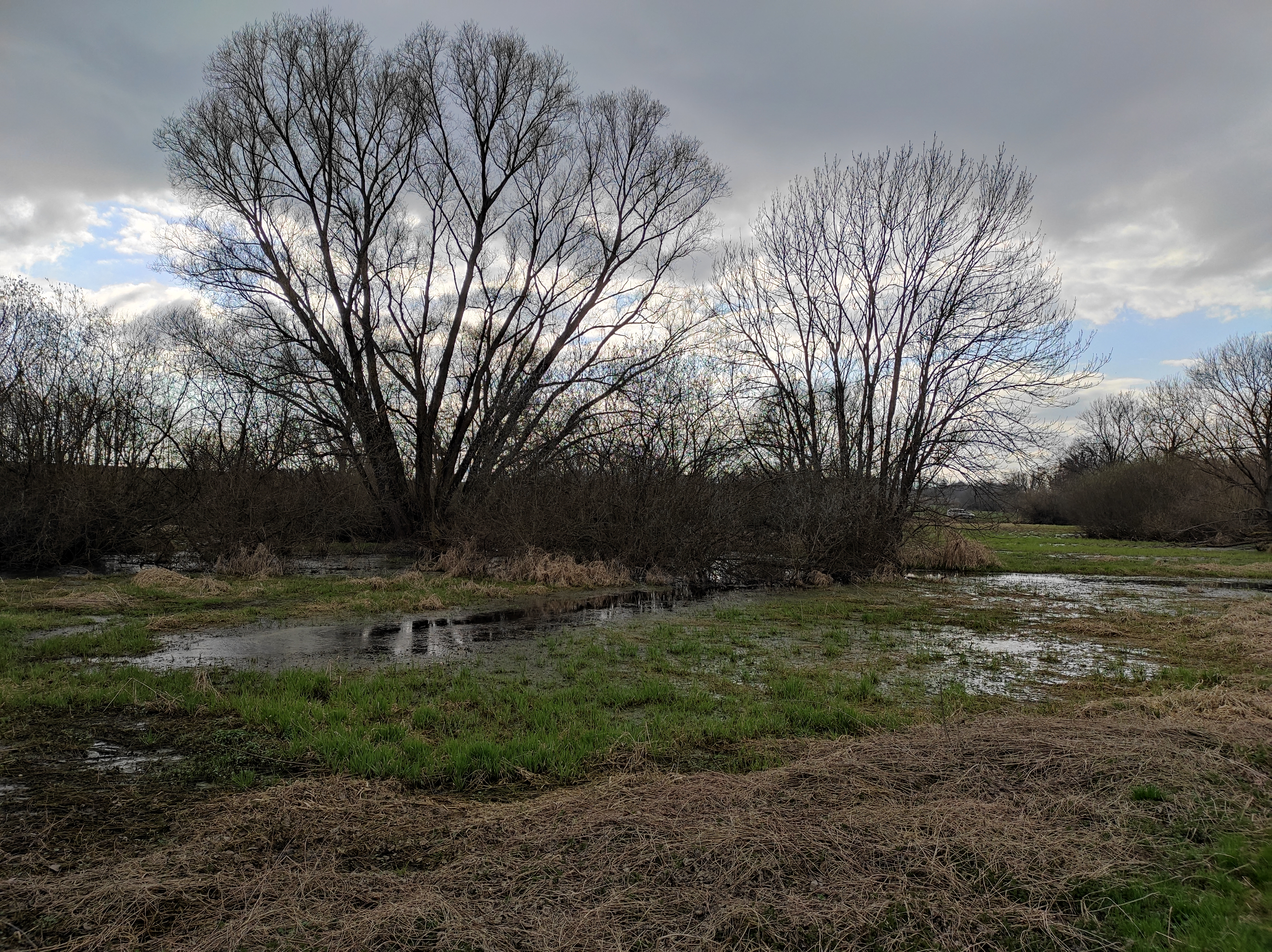
Vrby na Josefovských loukách
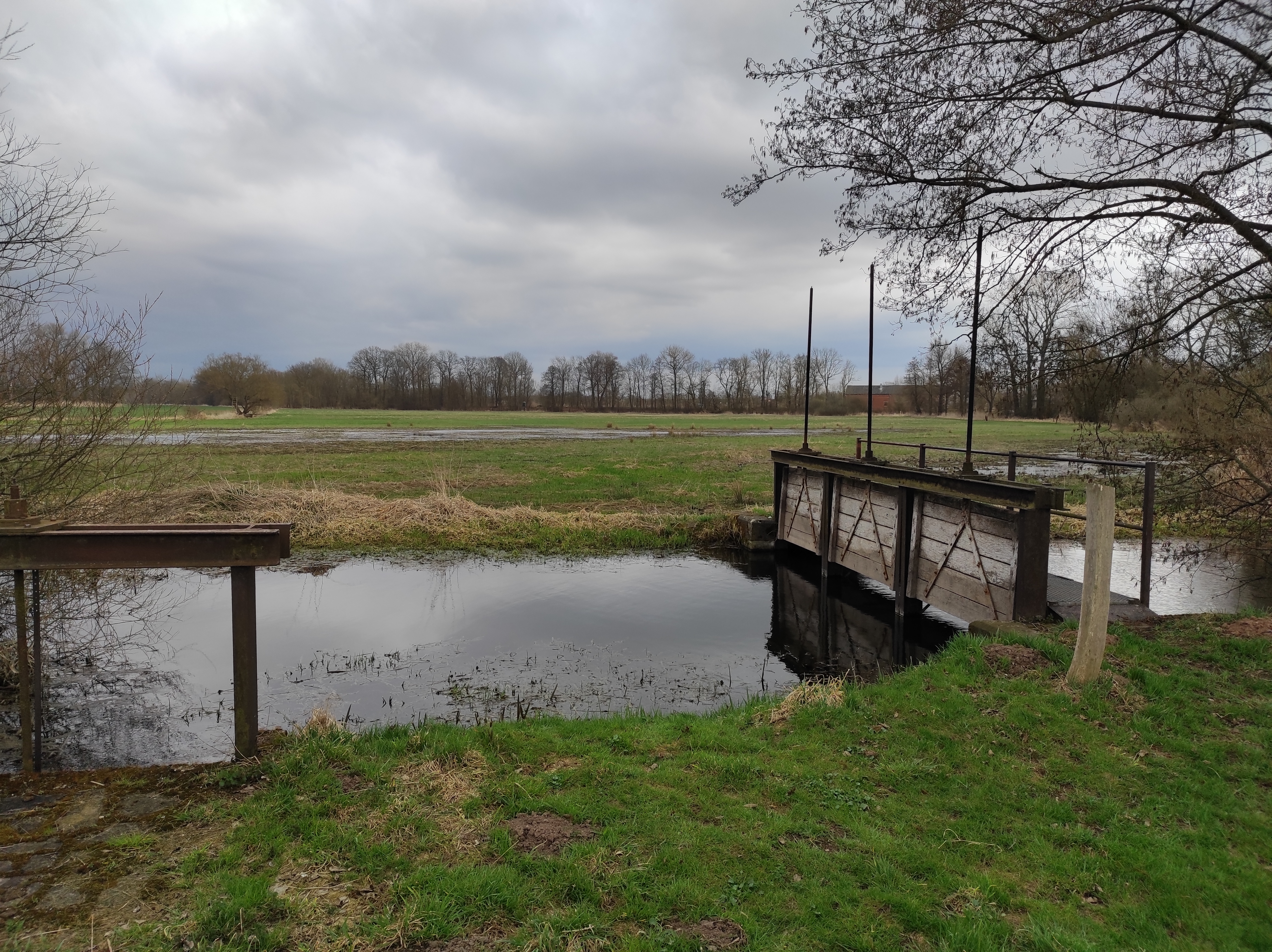
Východní část parku na Ovčárně za Starou Metují (duben 2021)